# Distretto di Florencia de Mora
Il distretto di  Florencia de Mora è uno degli undici distretti della provincia di Trujillo, in Perù. Si trova nella regione di La Libertad e si estende su una superficie di  1,99 chilometri quadrati.